# Термінал ЗПГ Порт-Касім (Engro)
Термінал ЗПГ Порт-Касім (Engro) – інфраструктурний об’єкт для імпорту зрідженого природного газу (ЗПГ) до Пакистану.
В 2010-х роках на тлі зростаючого енергоспоживання та дефіциту ресурсу власного видобутку у Пакистані вирішили звернутись до імпорту ЗПГ, при цьому прийняли рішення на користь плавучих регазифікаційних терміналів, які потребували менше капітальних інвестицій та часу на створення.
Перший з терміналів ввела в дію у 2015 році компанія Engro Elengy Terminal (EETPL), яка первісно належала місцевому конгломерату Engro (85%) та міжнародній фінансовій інституції International Finance Corporation (IFC). У 2018-му нідерландська компанія Royal Vopak придбала 29% участі у Engro та викупила частку IFC, після чого власниками EETPL стали Engro та Royal Vopak у співвідношення 56% та 44%.
Термінал розмістили у західній частині дельти Інду в порту Порт-Касім, підхідний канал якого забезпечував проходження великих газовозів. Тут вже існував майданчик спільного підприємства Engro Vopak Terminal, який спеціалізувався на роботі із зрідженим нафтовим газом та хімічними продуктами. Тепер від причалу Engro Vopak Terminal проклали бічну естакаду завдовжки біля 0,5 км, на завершенні якої спорудили новий причал для швартування плавучої установки зі зберігання та регазифікації, тоді як газовози із новими партіями зрідженого палива займають для розвантаження позицію з іншого борту установки.
Для обслуговування терміналу у американської компанії Excelerate Energy зафрахтували на 15 років установку «Exquisite», що здатна видавати 19,5 млн м3 на добу та має резервуари для ЗПГ загальною ємністю 150900 м3.
Видача регазифікованого палива до газотранспортної мережі відбувається по перемичці завдовжки 24 км, що під’єднана до газотранспортної мережі Sui Southern Gas Company – єдиного замовника послуг терміналу.
Існував план заміни плавучої установки зі зберігання та регазифікації на більш потужну, якою мала стати «Excelerate Sequoia». Втім, як засвідчують дані геоінформаційних системи, станом на початок 2023 року у Порт-Касім продовжує перебувати «Exquisite» (тоді як «Excelerate Sequoia» вирушила до Бразилії).
Можливо відзначити, що у тому ж Порт-Касім неподалік від терміналу Engro Elengy діє інший плавучий термінал ЗПГ від компанії Pakistan GasPort.